# 静海 (月球)

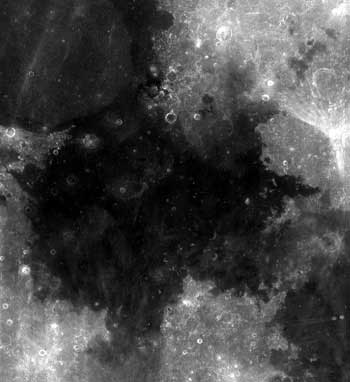
月球上的静海

静海（拉丁語：Mare Tranquillitatis，意为“安宁之海”或“安静之海”）是坐落在月球静海撞击盆地内的月海。

## 地质
该月海的地层由形成于晚雨海纪青年期中间的玄武岩所构成。四周的山脉被认为是形成于早雨海纪代，但盆地实际可能属前酒海纪。静海盆地边缘不规则，缺少明确的多环状结构。静海、酒海、危海、丰富海及带有风暴洋二个贯通环的澄海交错构成了盆地内外不规则的地形。位于月海東北边缘上的睡沼，表面填满了从静海漫溢出的玄武岩。
相较于月球其它部分，静海呈现出一种淡蓝色，当从多张照片中提取和进行色彩处理时，该色彩非常突出，这很可能是其玄武石土壤或岩石的金属含量更高的缘故。
不像很多其他月海，静海中心没有质量浓度（质量瘤）或高重力场。1968年美国五艘月球轨道器飞船的多变勒跟踪仪在其他月海中心(如澄海或雨海)发现了质量瘤。后来的轨道器，如月球探勘者和圣杯号都高精度地测绘出了那些重力场，揭示了它们的不规则图形。

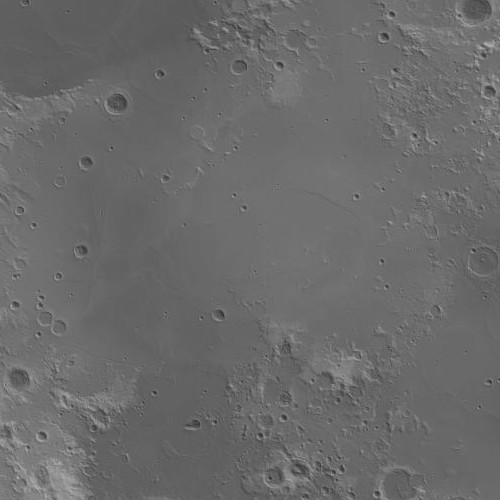
静海地形图
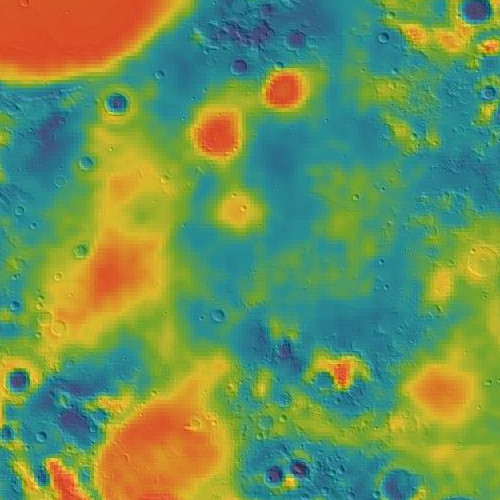
基于圣杯号测绘的重力图

## 命名
1651年意大利天文学家弗朗切斯科·马里亚·格里马尔迪（Francesco Maria Grimaldi）和乔瓦尼·巴蒂斯塔·里乔利在他们的月球图《新天文学大成》（Almagestum novum）
中命名了静海。

## 登陆
1965年2月，徘徊者8号飞船被安排撞向了静海，在其任务的最后23分钟内成功发回了7137张月球近景照片。
1967年9月11日勘测者5号降落在静海，它是无人勘测者计划中的第五艘月球着陆器。
该月海也是首次载人登月的着陆点。1969年7月20日世界时20点18分，宇航员尼尔·阿姆斯特朗和巴兹·奥尔德林在称作"老鹰"的阿波罗11号登月舱中进行了一次平稳的着陆，告诉地球上的飞行控制中心：“休斯敦，这儿是静海基地，老鹰已着陆”。这一被指定为“静海基地”的着陆区，位于北纬0.8°、东经23.5°，后被以阿姆斯特朗的名字命名。为纪念阿波罗11号小组成员，基地北面的三座小陨石坑后被命名为艾德林環形山、柯林斯环形山和阿姆斯特朗环形山。

## 月湾
沿静海周边分布着几个已命名的湾状地表特征：爱湾、狂暴湾、和谐湾和荣誉湾。

### 愛情灣
愛情灣（Sinus slab）在靜海北面到東北面盡頭。在月球座標上是18.1° N, 39.1° E，直徑約為130公里。在此月灣的北邊是金牛山脉。靠近月灣南端則有著泰奥弗拉斯托斯陨石坑。在西邊則有马拉尔第陨石坑和马拉尔第山。在東面則有著卡迈克尔陨石坑和希尔陨石坑（此处指乔治·威廉·希尔）。

### 狂暴灣
狂暴灣（Sinus Asperitatis）是一座从南面一直伸展到東南面酒海的月湾。月球上的坐标为南纬3.8°、东经27.4°，直徑約為206公里。月港灣北侧是托里切利陨石坑、南端則是西奥菲勒斯环形山和西里尔环形山;狂暴湾与酒海间的边界处，则坐落着马德勒陨石坑。

### 和諧灣
和諧灣（Sinus Concordiae）是位于靜海東端的陝窄月灣。北面是被稱為睡沼的小月海，而南侧邊界則是坐落有廢墟般达·芬奇陨石坑的一处崎岖的山地区，月面座標為北纬10.8°、东经43.2°，直徑142公里。

### 榮譽灣
靜海西端是榮譽灣（Sinus Honoris），月面座標上為北纬11.7°、东经18.1°，直徑約109公里。荣誉湾有著宽濶的入口以及由北至西南不平均的表面。在月灣与靜海相接處，分别向南北伸展着二条月溪，其中北面的稱為麦克莱尔月溪(Rimae Maclear)，得名于月灣東面的麦克莱尔陨石坑；南面的被稱為索西琴尼月溪（Rimae Sosigenes），取名于月灣以南的索西琴尼陨石坑。月湾西端，是静海伸向西北的一条指状般细长延伸带，长度几乎达到100公里。

## 照片
这些是1972年阿波罗17号飞船测绘相机拍摄的三幅月球静海照片（任务第36圈，平均海拔111公里，面朝西南方）。
左图为静海东侧，右下方是坑底幽暗的弗朗茨陨石坑，位于中右的是莱尔陨石坑、左上方是塔伦修斯环形山。表面幽暗的(玄武岩)“湾”：左边是带有古老“孤岛”和明亮高地层的和谐湾；右边是位于柯西断崖和柯西月溪之间的柯西陨石坑。
中图显示了坐落有维特鲁威陨石坑(右下)和加德纳陨石坑(底部中间)的月海中央部分；地平线处是位于静南侧较明亮的高原，靠近阿波罗11号着陆点。中图和右图的边缘都可看到扬松陨石坑。
右图显示了静海西侧，左下方是道斯陨石坑和直径43公里的普林尼陨石坑，在它前面是普利纽斯溪（Plinius Rilles）。
这些照片的拍摄时间相隔数分钟，当时阿波罗指令舱正盘旋在月球轨道上。太阳高度从左侧46度降至右侧的30度。

## 图集

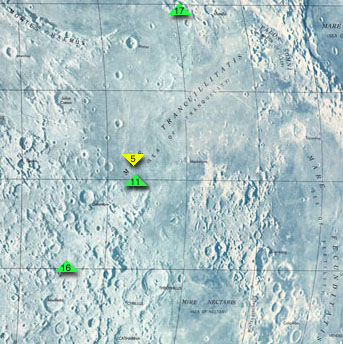
静海地图，显示了阿波罗11号、阿波罗17号、阿波罗16号和勘测者5号的着陆点，东南是丰富海、东北是危海、西北是澄海、南面是酒海。
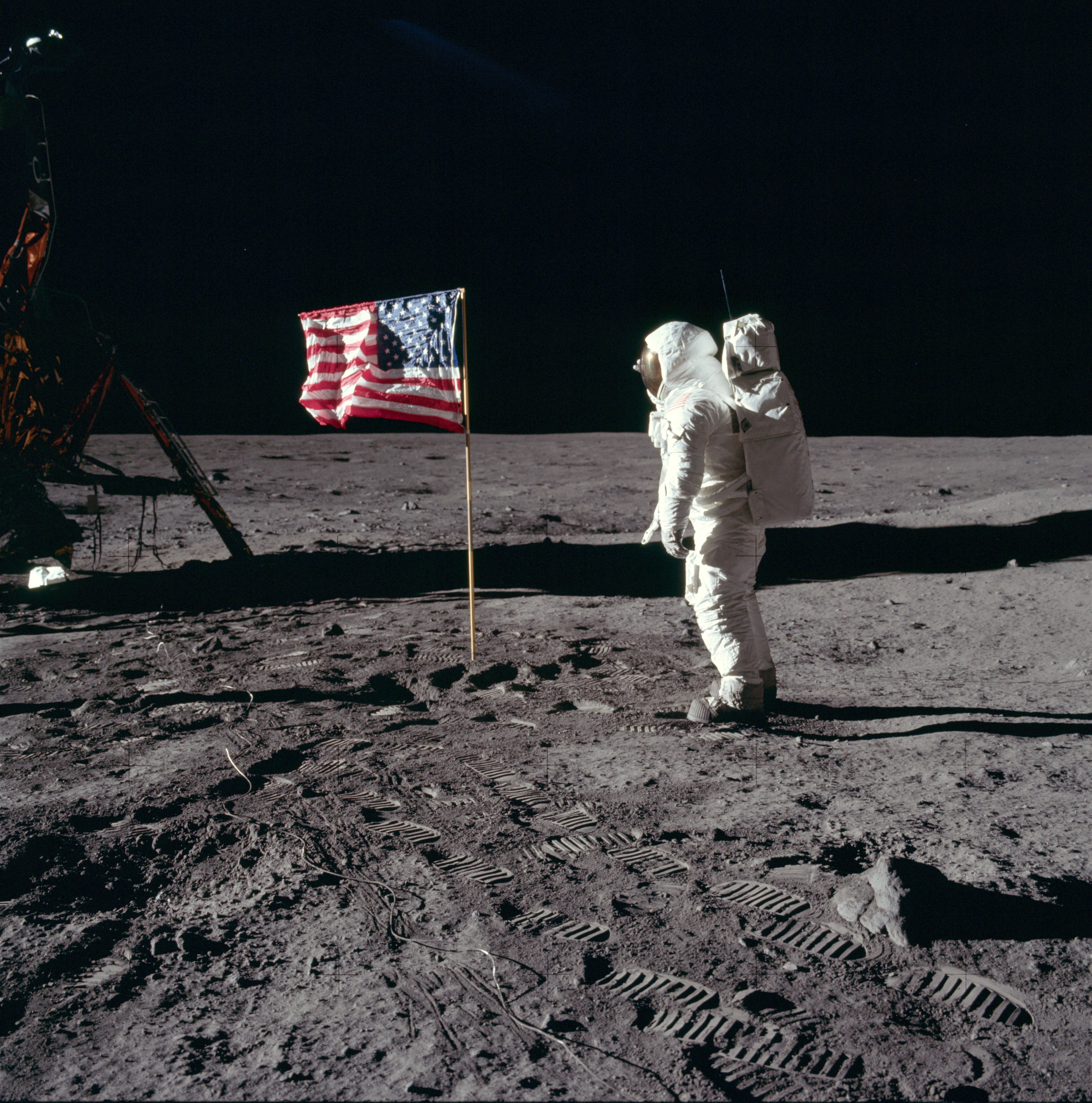
1969年阿波罗11号宇航员巴兹·奥尔德林在月球静海上向美国国旗致敬。